# Incidente ferroviario del Clayton Tunnel
L'incidente ferroviario del Clayton Tunnel si verificó domenica 25 agosto 1861, a cinque miglia da Brighton, sulla costa meridionale dell'Inghilterra. All'epoca fu il peggior incidente sul sistema ferroviario britannico. Un treno si scontró con un altro all'interno del tunnel; perirono 23 persone e vennero feriti 176 passeggeri.
La causa dell'incidente venne fatta risalire a errori umani di segnalazione: nell'arco di breve tempo 3 treni erano in passaggio nel tunnel, alla cui entrata e uscita era presente del personale addetto alla segnalazione, tramite apposite bandiere, del fatto che la linea ferroviaria fosse libera. Per errori di comunicazione e incomprensioni tra il personale, al terzo treno fu dato il via libera al transito mentre il secondo era ancora all'interno della galleria, con la conseguenza di uno scontro violento tra i due.